# Thorneite
La thorneite (simbolo IMA: Tne) è un minerale appartenente alla famiglia dei "solfati (selenati, tellurati, cromati, molibdati, tungstati)" con la composizione chimica Pb6(Te2O10)(CO3)Cl2(H2O).

## Etimologia e storia
La thorneite prende il nome da Brent Thorne, farmacista e chimico statunitense, collezionista di minerali di Bountiful (nello Utah) che ha raccolto il materiale studiato.

## Classificazione
La thorneite è stata riconosciuto dall'Associazione Mineralogica Internazionale (IMA) nel 2009 e pertanto non ha fatto in tempo a essere inserita nella classica nona edizione della sistematica dei minerali di Strunz, aggiornata dall'IMA proprio nel 2009.
Il minerale è però elencato nell'edizione successiva, proseguita dal database "mindat.org" e chiamata Classificazione Strunz-mindat, dove la thorneite è elencata nella classe "7. Solfati (selenati, tellurati, cromati, molibdati, tungstati)" e da lì nella sottoclasse "7.D Solfati (selenati, ecc.) con anioni aggiuntivi, con H2O"; questa è ulteriormente suddivisa in base alle dimensioni dei cationi coinvolti, in modo da trovare la thorneite nella sezione "7.DC Con soltanto cationi di media dimensione; catene di ottaedri che condividono uno spigolo" dove è l'unico membro del sistema nº 7.DC.50.
Nella Sistematica dei lapis (Lapis-Systematik) di Stefan Weiß la thorneite si trova nella classe degli "ossidi" e nella sottoclasse dei "solfiti, seleniti, telluriti" dove forma il sistema nº IV/K.21 come unico membro.
Nell'ottava edizione della classificazione dei minerali secondo Dana, usata principalmente nel mondo anglosassone, la thorneite si trova nella classe dei "selenati e tellurati" e nella sottoclasse dei "selenati e tellurati composti" dove forma il sistema nº 33.3.4.

## Abito cristallino
La thorneite cristallizza nel sistema monoclino con gruppo spaziale C2/c (gruppo nº 15) con i parametri reticolari a = 21,305(1) Å, b = 11,059(1) Å, c = 7,564(1) Å e β = 101,112(4)°, oltre a 4 unità di formula per cella unitaria.

## Origine e giacitura
La thorneite si forma in durante fase secondaria sulle superfici di frattura e in piccole cavità nelle vene di quarzo; la genesi avviene durante l'ossidazione parziale di solfuri primari e tellururi durante o in seguito alla brecciatura delle vene di quarzo. I minerali di accompagnamento sono acantite, cerussite, oro, iodargirite, khinite-4O, wulfenite, housleyite, markcooperite e ottoite.
La thorneite è un minerale molto raro ed è stata trovata solo nella zona attorno a Baker, nella contea di San Bernardino in California; nello specifico è stata rinvenuta nella sua località tipo, la miniera "Bird Nest" e anche nelle miniere "Aga", "Ridge Ledge" e "SW", tutte nei pressi della Otto Mountain.

## Forma in cui si presenta in natura
La thorneite forma cristalli prismatici o lamellari con allungamento e striature parallele all'asse c e si presentano tipicamente in aggregati paralleli e
casuali. Il minerale, avente lucentezza adamantina e opacità trasparente, ha colore giallo, così come è giallo pallido il colore del suo striscio.